# Waslala
Waslala é um município da Nicarágua, situado na Região Autônoma da Costa Caribe Norte. Tem 1,330 km² de área e sua população em 2020 foi estimada em 72.443 habitantes.